# Zillah
La ville de Zillah est située dans le comté de Yakima, dans l’État de Washington, aux États-Unis. Sa population s’élevait à 2 964 habitants lors du recensement de 2010, estimée à 3 144 habitants en 2016.

## Architecture
Zillah abrite la station-service Teapot Dome.

## Source
- (en) Cet article est partiellement ou en totalité issu de l’article de Wikipédia en anglais intitulé « Zillah, Washington » (voir la liste des auteurs).